# Campeonato Mundial de Atletismo Sub-20 de 2016 - Salto em altura feminino
A prova do salto em altura feminino do Campeonato Mundial de Atletismo Sub-20 de 2016 ocorreu entre os dias 22 e 24 de julho em Bydgoszcz, na Polônia. 

## Recordes
Antes desta competição, os recordes mundiais e do campeonato nesta prova eram os seguintes:
|     | Nome                     | Nacionalidade                       | Altura | Local           | Data                                   |
| --- | ------------------------ | ----------------------------------- | ------ | --------------- | -------------------------------------- |
| WJR | Olga Turchak Heike Balck | União Soviética · Alemanha Oriental | 2.01 m | Moscou Chemnitz | 7 de julho de 1986 18 de junho de 1989 |
| CR  | Alina Astafei            | Roménia                             | 2.00 m | Sudbury         | 29 de julho de 1988                    |
| WJL | Vashti Cunningham        | Estados Unidos                      | 1.97 m | Eugene          | 3 de julho de 2016                     |

## Medalhistas
| Ouro                 | Prata                         | Bronze                 |
| Michaela Hrubá (CZE) | Ximena Lizbeth Esquivel (MEX) | Yuliya Levchenko (UKR) |

## Cronograma
Todos os horários são locais (UTC+1).
| Data        | Hora  | Evento       |
| ----------- | ----- | ------------ |
| 22 de julho | 10:15 | Qualificação |
| 24 de julho | 16:00 | Final        |

## Resultados

### Qualificação
Qualificação: 1,84 m (Q) ou pelo menos melhor 12 qualificado (q) 
| Posição | Grupo | Atleta                  | Nacionalidade  | 1.70 | 1.74 | 1.77 | 1.80 | Resultados | Notas |
| ------- | ----- | ----------------------- | -------------- | ---- | ---- | ---- | ---- | ---------- | ----- |
| 1       | A     | Yuliya Levchenko        | Ucrânia        | –    | o    | o    | o    | 1.80       | q     |
| 1       | A     | Lara Omerzu             | Eslovênia      | o    | o    | o    | o    | 1.80       | q     |
| 1       | A     | Lada Pejchalová         | Chéquia        | o    | o    | o    | o    | 1.80       | q     |
| 1       | B     | Michaela Hrubá          | Chéquia        | –    | o    | o    | o    | 1.80       | q     |
| 1       | B     | Salome Lang             | Suíça          | o    | o    | o    | o    | 1.80       | q     |
| 1       | B     | Mareike Max             | Alemanha       | o    | o    | o    | o    | 1.80       | q     |
| 1       | B     | Claire Orcel            | Bélgica        | o    | o    | o    | o    | 1.80       | q     |
| 8       | B     | Ximena Lizbeth Esquivel | México         | o    | o    | xo   | o    | 1.80       | q     |
| 9       | A     | María Fernanda Murillo  | Colômbia       | xxo  | o    | o    | o    | 1.80       | q     |
| 10      | A     | Nawal Meniker           | França         | o    | o    | o    | xo   | 1.80       | q     |
| 10      | B     | Nicole Greene           | Estados Unidos | o    | o    | o    | xo   | 1.80       | q     |
| 12      | B     | Liliya Klyntsova        | Ucrânia        | o    | o    | xo   | xo   | 1.80       | q     |
| 13      | A     | Mona Gottschämmer       | Alemanha       | xo   | o    | xo   | xo   | 1.80       | q     |
| 14      | A     | Karla Terán             | México         | o    | xxo  | xo   | xxx  | 1.77       |       |
| 15      | B     | Maryia Zhodzik          | Bielorrússia   | xo   | xxo  | xo   | xxx  | 1.77       |       |
| 16      | B     | Nadezhda Dubovitskaya   | Cazaquistão    | o    | o    | xxx  |      | 1.74       |       |
| 17      | A     | Saleta Fernández        | Espanha        | xo   | xo   | xxx  |      | 1.74       |       |

### Final
A prova final foi realizada no dia 24 de julho às 16:00. 
| Posição           | Atleta                  | Nacionalidade  | 1.74 | 1.79 | 1.83 | 1.86 | 1.89 | 1.91 | 1.95 | Resultados | Notas           |
| ----------------- | ----------------------- | -------------- | ---- | ---- | ---- | ---- | ---- | ---- | ---- | ---------- | --------------- |
| Medalha de ouro   | Michaela Hrubá          | Chéquia        | o    | o    | o    | o    | o    | xo   | xxx  | 1.91       |                 |
| Medalha de prata  | Ximena Lizbeth Esquivel | México         | o    | xo   | o    | xo   | xxo  | xxx  |      | 1.89       |                 |
| Medalha de bronze | Yuliya Levchenko        | Ucrânia        | o    | o    | o    | o    | xxx  |      |      | 1.86       |                 |
| 4                 | Lada Pejchalová         | Chéquia        | o    | xo   | xo   | o    | xxx  |      |      | 1.86       |                 |
| 5                 | Nicole Greene           | Estados Unidos | o    | o    | o    | xxx  |      |      |      | 1.83       |                 |
| 5                 | Mareike Max             | Alemanha       | o    | o    | o    | xxx  |      |      |      | 1.83       |                 |
| 7                 | Salome Lang             | Suíça          | o    | xo   | o    | xxx  |      |      |      | 1.83       |                 |
| 8                 | Nawal Meniker           | França         | o    | o    | xo   | xxx  |      |      |      | 1.83       |                 |
| 9                 | Liliya Klyntsova        | Ucrânia        | o    | o    | xxo  | xxx  |      |      |      | 1.83       | Recorde pessoal |
| 9                 | María Fernanda Murillo  | Colômbia       | o    | o    | xxo  | xxx  |      |      |      | 1.83       |                 |
| 11                | Mona Gottschämmer       | Alemanha       | xo   | o    | xxx  |      |      |      |      | 1.79       |                 |
| 12                | Lara Omerzu             | Eslovênia      | xxo  | o    | xxx  |      |      |      |      | 1.79       |                 |
| 13                | Claire Orcel            | Bélgica        | o    | xo   | xxx  |      |      |      |      | 1.79       |                 |

Legenda
| Recorde mundial       | Recorde mundial (World record)               |                       | Recorde africano                      | Recorde africano (African) |                                           | Q | Classificado por posição (Qualified) |
| Recorde do campeonato | Recorde do campeonato (Championship record)  | Recorde da América    | Recorde da América (Americas)         | q                          | Classificado por melhor tempo (Qualified) |   |                                      |
| Melhor marca do ano   | Melhor marca do ano (World leading)          | Recorde asiático      | Recorde asiático (Asian)              | DNS                        | Não largou (Did not start)                |   |                                      |
| Recorde nacional      | Recorde nacional (National record)           | Recorde europeu       | Recorde europeu (European)            | DNF                        | Não terminou (Did not finish)             |   |                                      |
| Recorde pessoal       | Recorde pessoal do atleta (Personal best)    | Recorde da Oceania    | Recorde da Oceania (Oceania)          | DSQ / DQ                   | Desclassificado (Disqualified)            |   |                                      |
| Recorde da temporada  | Recorde da temporada do atleta (Season best) | Recorde sul-americano | Recorde sul-americano (South America) | NM                         | Sem marca (No mark)                       |   |                                      |